# Pediobius adelphae
Pediobius adelphae  (лат.) — вид паразитических наездников рода Pediobius из семейства Eulophidae (Chalcidoidea) отряда перепончатокрылые насекомые. Северная Америка, Канада. Переднеспинка с шейкой, отграниченной килем (поперечным гребнем). Щит среднеспинки с развитыми изогнутыми парапсидальными бороздками. Ассоциированы с молевидными бабочками Bucculatrix adelpha (Bucculatricidae, паразиты гусениц).